# Williams Cove
Die Williams Cove ist eine kleine Bucht an der Südostküste Südgeorgiens. Sie liegt auf der Nordseite des Larsen Harbour.
Wissenschaftler der britischen Discovery Investigations nahmen 1927 Vermessungen und die Benennung vor. Namensgeber ist vermutlich Midshipman William P. O’Connor von der Royal Navy, der an den Vermessungen beteiligt war. Unter diesem Namen erscheint die Bucht erstmals auf einer Seekarte der britischen Admiralität aus dem Jahr 1929.